# Viega
Viega GmbH & Co. KG — німецька компанія, виробник обладнання для водопровідних і опалювальних систем, широкого спектра сантехнічного обладнання та водозливної арматури. Заснована у 1899 році Франц-Ансельмом Фігенером в Аттендорні (Німеччина) як сімейний бізнес.
Асортимент компанії складає понад 17 000 найменувань продукції і включає душові трапи, інсталяції, сифони та інше. Кількість працівників становить 3 500 осіб.